# Davidijordania jordaniana
Davidijordania jordaniana és una espècie de peix de la família dels zoàrcids i de l'ordre dels perciformes.

## Morfologia
- Els mascles poden assolir 15 cm de longitud total.[3][4]

## Hàbitat
És un peix marí i d'aigües profundes que viu entre 40-300 m de fondària.

## Distribució geogràfica
Es troba des del nord del Mar del Japó fins a la mar d'Okhotsk.

## Observacions
És inofensiu per als humans.